# Dieuze
Dieuze é uma comuna francesa na região administrativa do Grande Leste, no departamento de Mosela. Estende-se por uma área de 9.35 km², e possui 2.868 habitantes, segundo o censo de 2018, com uma densidade de 310 hab/km².